# Новая Брянь

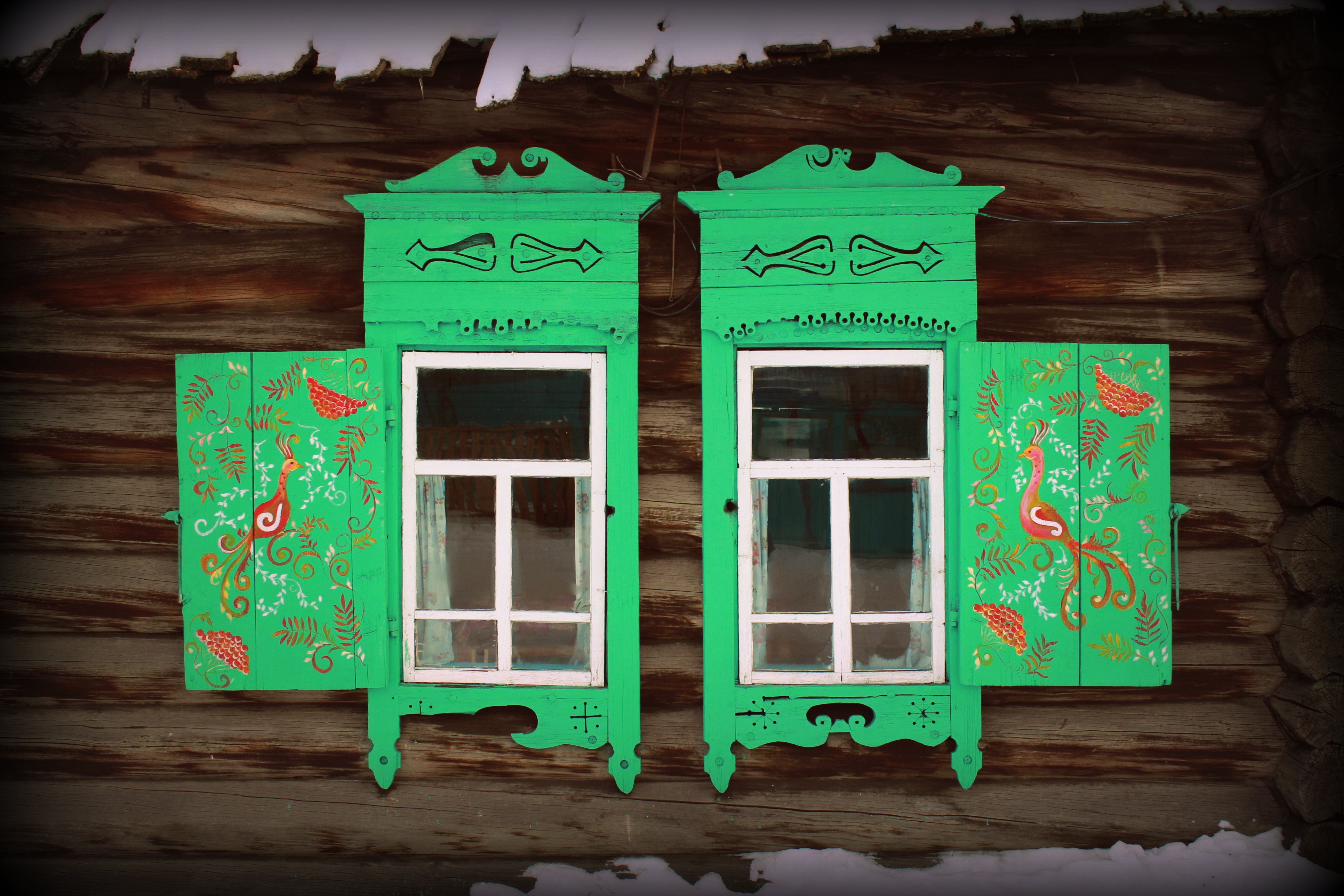
Старинный семейский дом в Новой Бряни

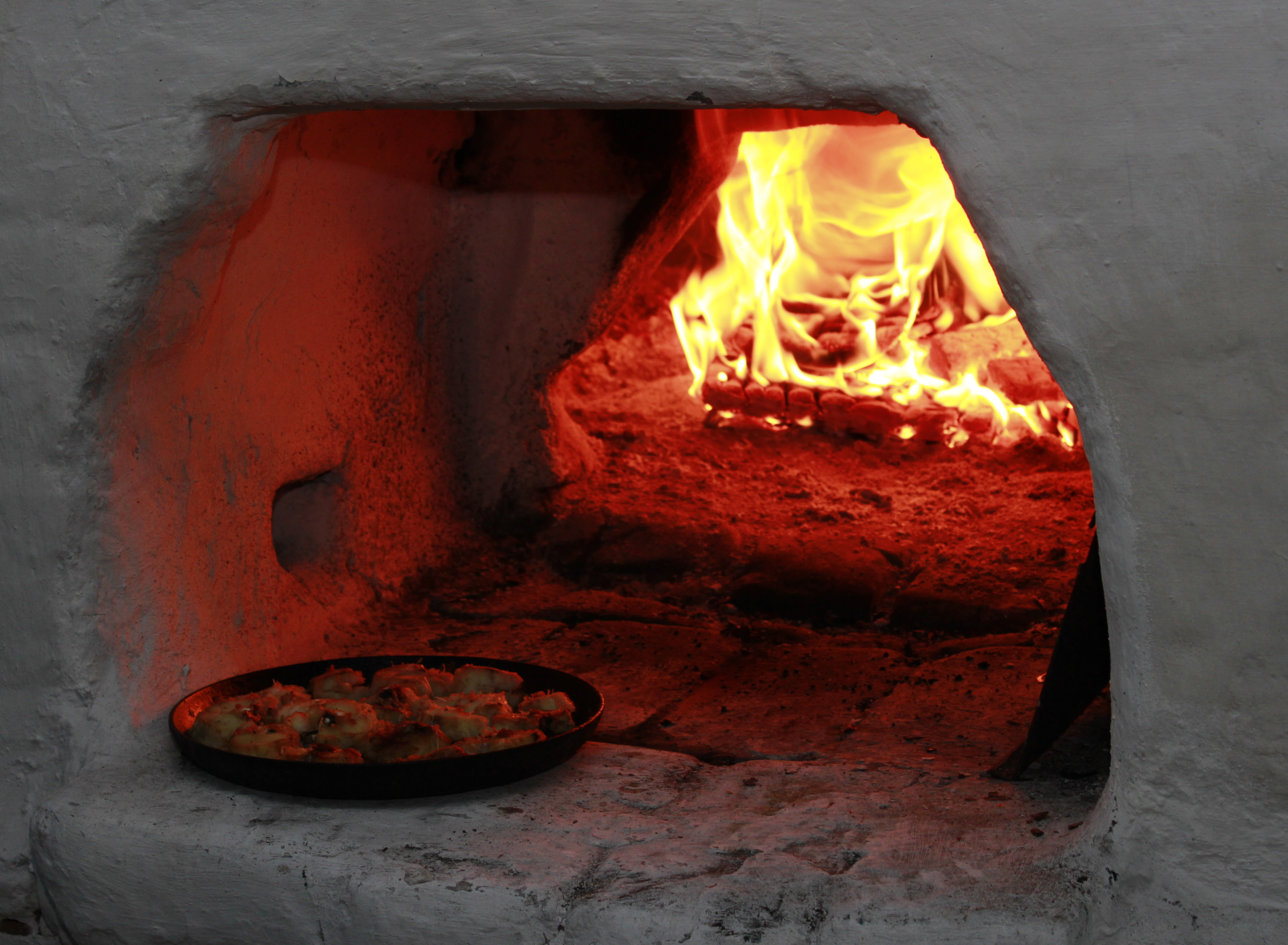
Семейские Новой Бряни готовят в старинных русских печах

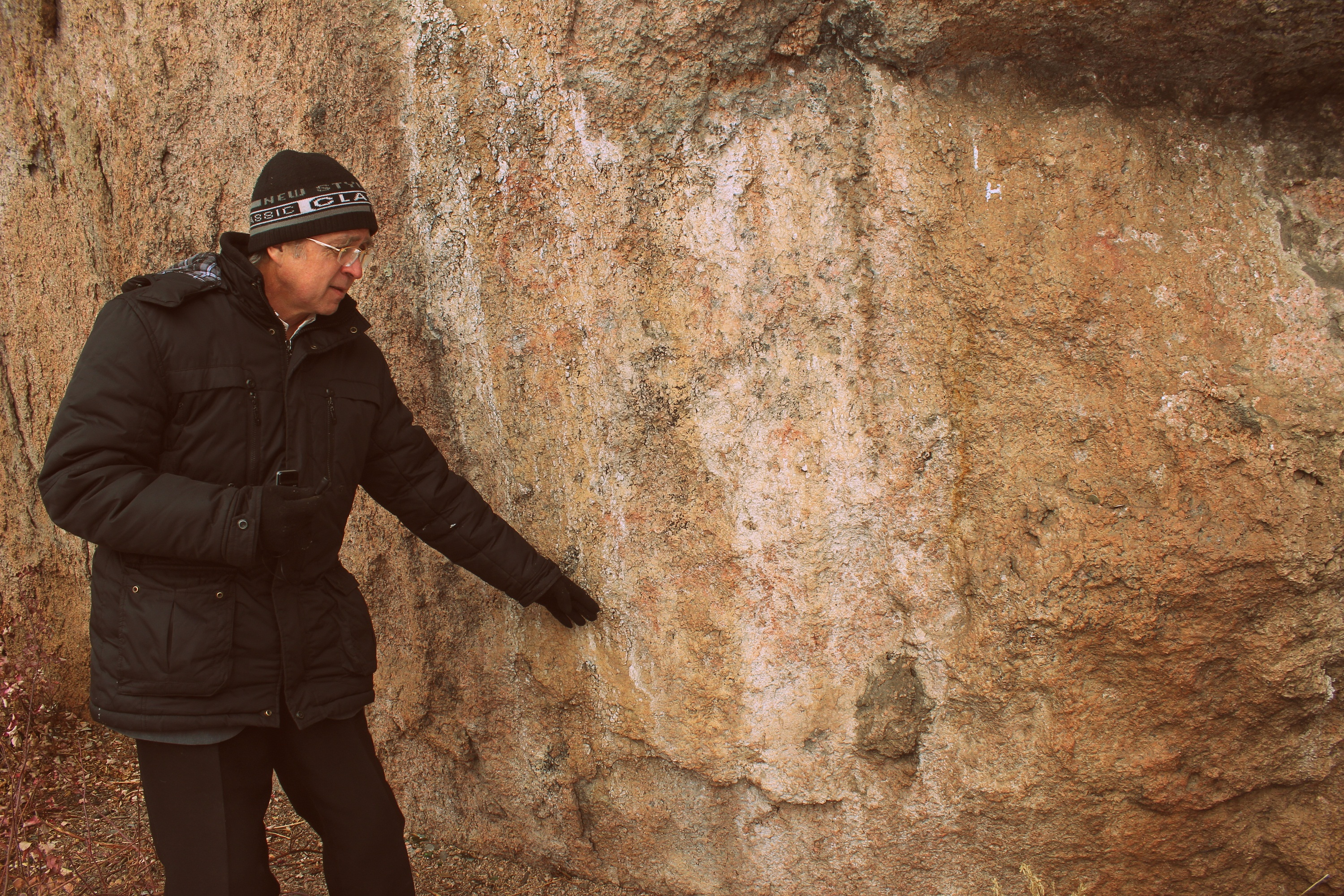
Историк Сергей Ольхин проводит археологическую экскурсию на Шаманке

Но́вая Брянь — село в Заиграевском районе Республики Бурятия. Образует сельское поселение «Новобрянское».
Население — 4198 чел. (2025).

## География
Расположено в широкой межгорной долине среднего течения реки Брянки, в 15 км к югу от районного центра — пгт Заиграево. В 10 км северо-восточнее села, в посёлке Челутай — одноимённая железнодорожная станция на Транссибирской магистрали.

## История
Впервые Новая Брянь упоминается в 1742 году в таблице Кабузана и Троицкого. По данным Сибирской Советской Энциклопедии село основано в 1701 году несколькими семьями, по неведомым причинам ушедшими из Старой Бряни.
В 1770 году в Новой Бряни поселился Калашников, в 1776 сюда переехали Леоновы и Заиграевы, в 1777 — Кушнарёв, в 1780 — Яковлевы, в 1781 — Федотовы, в 1788 — Веленяковы, в 1791 — Сучковы, в 1793 — Ефимовы.
В 1851 году, ко времени девятой ревизии, здесь проживало 790 человек (366 мужчин и 424 женщины). К 1865 году население села превысило тысячу жителей.
В 1895 году, во время строительства Транссибирской магистрали, у станции Заиграево был построен Брянский цементный завод, принадлежавший потомственному почётному гражданину Верхнеудинска купцу А. Х. Тетюкову. Сырьё добывалось в местности Татарский ключ (у современного посёлка Татарский Ключ) в семи верстах от села Новая Брянь — там работали мраморный и известковый рудники, также принадлежавшие А. Х. Тетюкову. Продукция завода поставлялась по Восточной Сибири, в Маньчжурию и Монголию. Во время Первой мировой войны цементный завод прекратил выпуск продукции..
В период гражданской войны, в конце 1919 года, в Новой Бряни был сформирован партизанский отряд под руководством Аносова. В феврале 1920 года семёновцы начали отступать из Верхнеудинска. Отряд Аносова из 50 человек выступил в Старую Брянь, занятую каппелевцами. К партизанскому отряду присоединилось население Новой Бряни. Каппелевцы ушли без боя. 2 марта семёновцы, отступая из Заиграево, сутки обстреливали Новую Брянь из артиллерийских орудий, установленных на железнодорожном мосту. Из Верхнеудинска на Ново-Брянский фронт вышли партизанские части Е. В. Лебедева.
Летом 1924 года археологическая экспедиция Восточно-Сибирского отдела РГО исследовала долину Уды и её притоков. У села Новая Брянь были обнаружены несколько неолитических стоянок.
В 1925 году в селе открылась первая школа.
В 1949 году был создан народный семейский фольклорный ансамбль «Долюшка».
Весной 1959 года на базе мастерских расформированной МТС построили Новобрянский головной ремонтный завод объединения «Бурятавторемонт» Госкомсельхозтехники СССР. На заводе ремонтировали трактора, автомобили, агрегаты, производили тракторные прицепы, транспортёры, кузова для автомашин. Продукция завода поставлялась в 16 стран. В 1980-е годы завод производил продукции примерно на 40 миллионов рублей в год. Рядом с заводом планировалось строительство посёлка на 18 тысяч человек. В 2003-е годы завод стал банкротом. На его базе было создано пять ОАО, но к настоящему времени они прекратили свою работу.

## Население
| 2002  | 2010  | 2012  | 2013  | 2014  | 2015  | 2016  |
| ----- | ----- | ----- | ----- | ----- | ----- | ----- |
| 4843  | ↘4643 | ↘4538 | ↘4431 | ↘4425 | ↘4346 | ↘4301 |
| 2017  | 2018  | 2019  | 2020  | 2021  | 2023  | 2024  |
| ↘4276 | ↘4221 | ↘4160 | ↘4122 | ↗4291 | ↘4251 | ↘4205 |
| 2025  |       |       |       |       |       |       |
| ↘4198 |       |       |       |       |       |       |

## Транспорт
Из Улан-Удэ от остановки «Мелькомбинат» до села ходят автобусы.

## Инфраструктура
- средняя общеобразовательная школа

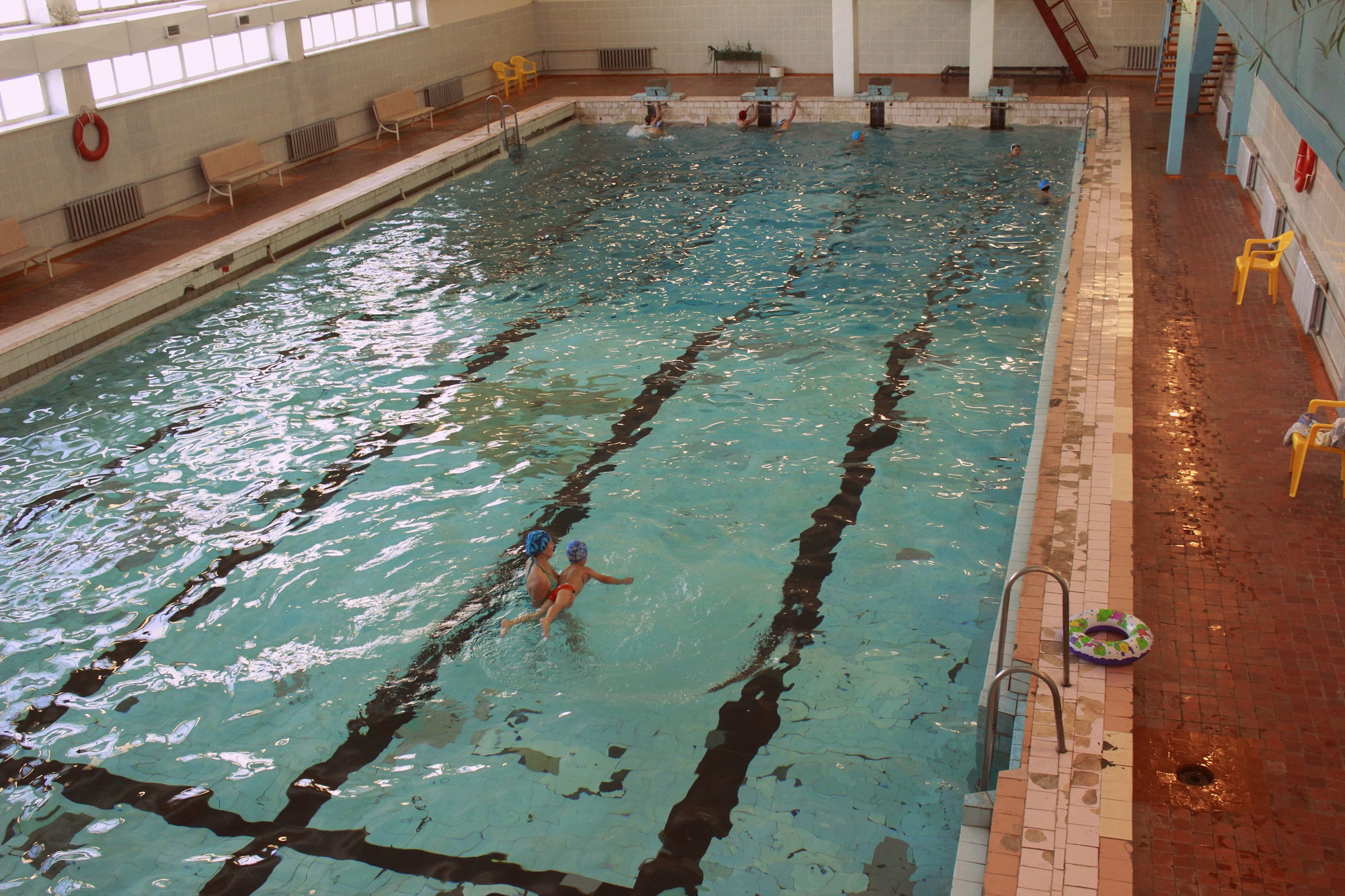
Бассейн

- специальная (коррекционная) общеобразовательная школа-интернат
- Дом культуры
- библиотека
- участковая больница, районный родильный дом
- Республиканская психиатрическая больница № 2
- Дом-интернат для престарелых и инвалидов
- филиал Новоильинского республиканского межотраслевого техникума
- почтовое отделение
- плавательный бассейн
- аптека
- 2 АЗС

## Достопримечательности

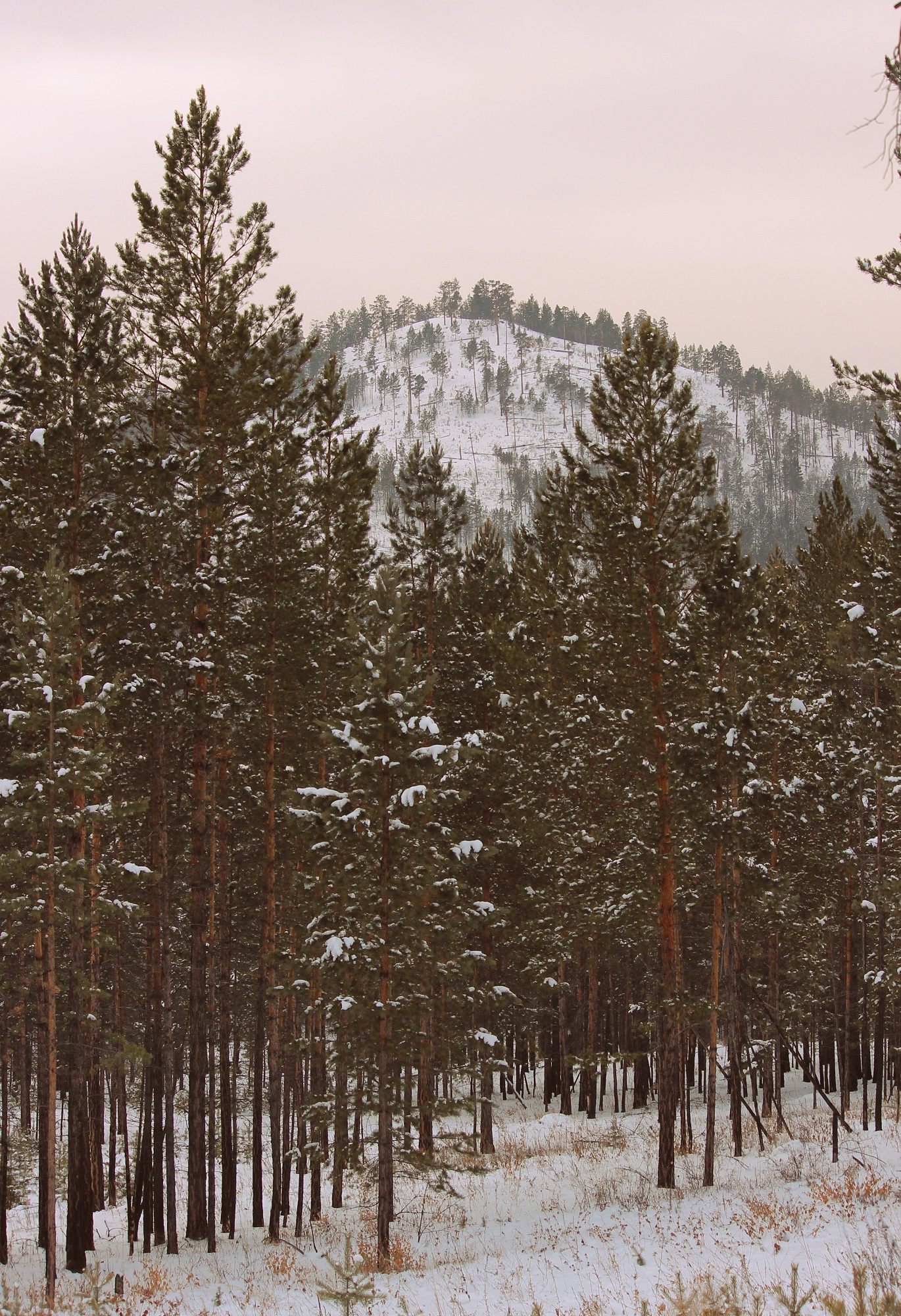
Варварина Гора

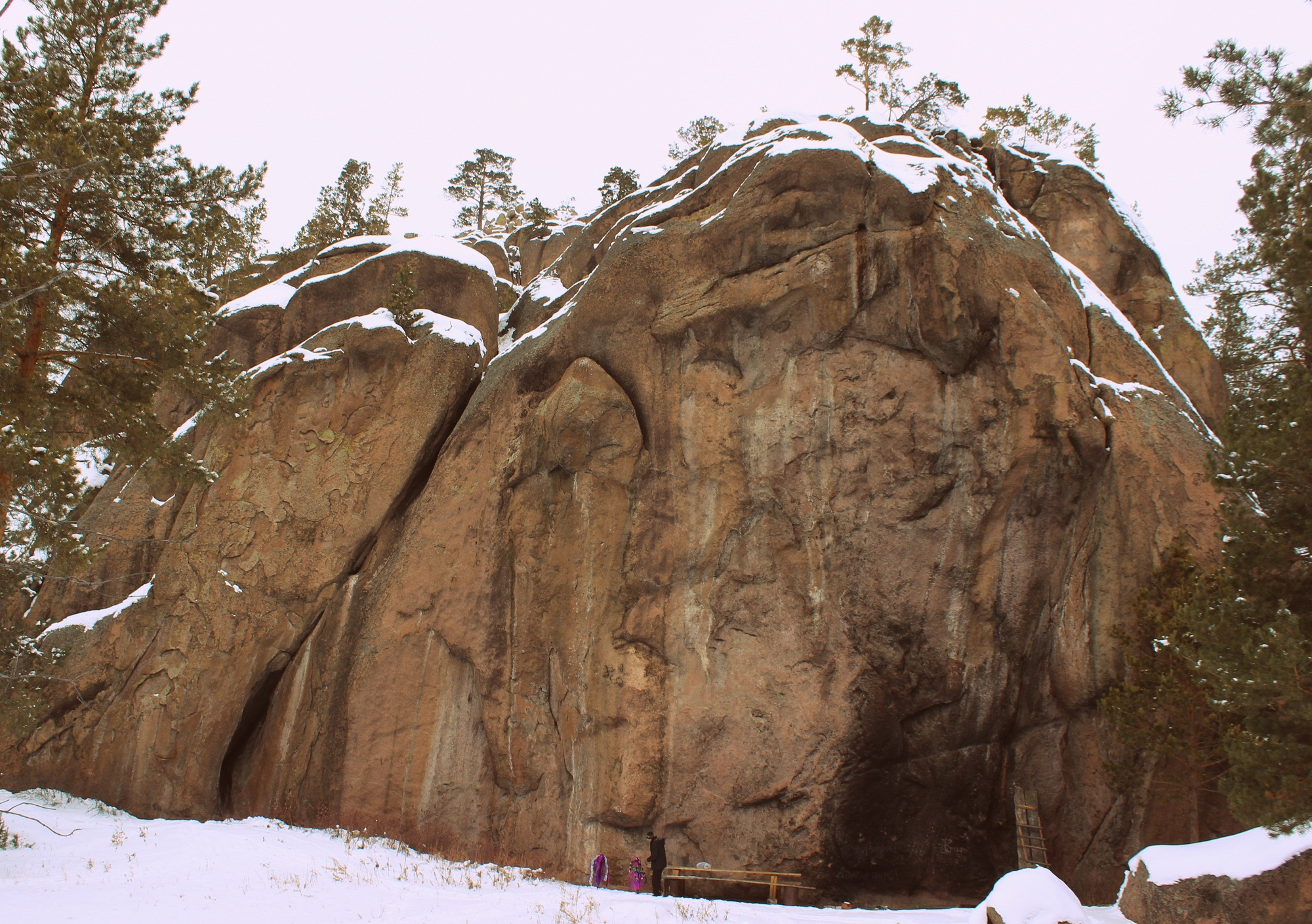
Скала Шаманка

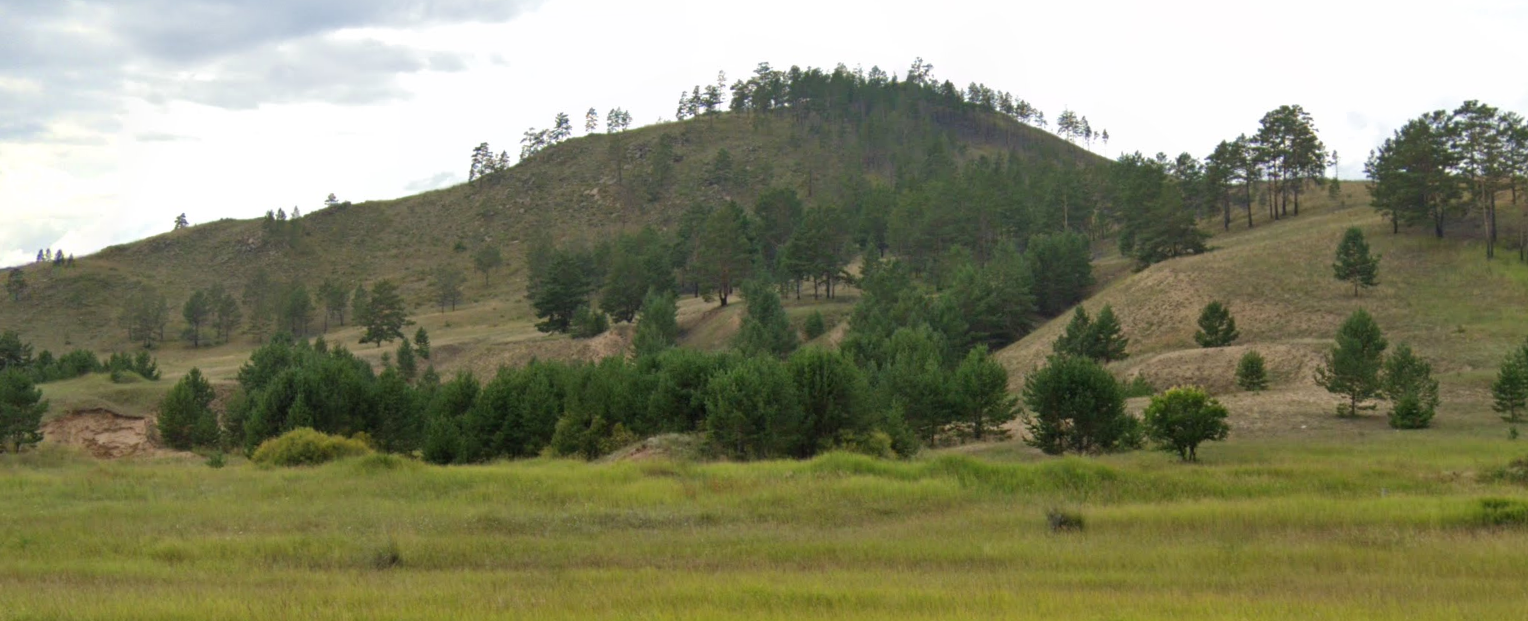
Гора Каменка

- Гора КаменкаВознесенская церковь — православный храм, относится к Улан-Удэнской епархии Бурятской митрополии Русской православной церкви.
- Варварина гора — стоянка эпохи позднего палеолита, один из древнейших позднепалеолитических памятников Забайкалья и Восточной Сибири.
- Каменка 1 — стоянка эпохи позднего палеолита, место сезонного проживания крупного охотничьего коллектива.
- Каменка 2 — многослойное поселение, состоящее из четырёх культурных горизонтов, самый древний из которых датируется неолитическим временем (6—4,5 тыс. лет назад). Недалеко от поселения были открыты могильники относящиеся к культуре плиточных могил позднего этапа (саянтуйский) и культуры хунну.
- Тамахтай — разрушенное неолитическое погребение, с находками типичными и характерными для погребальных комплексов.
- Шаман-Гора — одно из почитаемых священных мест Бурятии, место поклонения и верований.
- Музей семейской культуры
- Семейский фольклорный коллектив «Долюшка»

## Выдающиеся люди
- Заиграев Евстигней Финогенович — купец, подрядчик на строительстве железной дороги. Его именем назван посёлок Заиграево.
- Киселёв Серпион Кириллович (1892—1967) — Герой Социалистического труда, в поселке ему установлены памятник и мемориальная доска.
- Манзуров Галактион Поликарпович — первый орденоносец Новой Бряни, награждён Орденом Трудового Красного знамени
- Пуховской Василий Михайлович — заместитель председателя Государственного агропромышленного комитета Бурятии, директор Новобрянского механического завода, депутат Верховного Совета Бурятской АССР, награждён орденами «Знак Почета», орденом Трудового Красного знамени, орденом Дружбы народов.
- Маслов Тимофей Селивёрстович — ветеран войны. Награждён орденом Отечественной войны II степени, Орденом Славы III степени, медалью «За отвагу», медалью Жукова, медалями «За победу над Германией» и «За победу над Японией».
- Леонов, Сергей Трофимович (род. в Новой Бряни в 1963 году) — заслуженный мастер спорта, многократный чемпион и рекордсмен мира, СССР и России по гиревому спорту. Депутат Народного Хурала Республики Бурятия.
- Эрдынеева Татьяна Итигиловна — родилась в селе 14 марта 1982 года. Мастер спорта по шахматам ФИДЭ (2002 год). Четырёхкратная чемпионка Читинской области среди женщин.